# Regimentul 2 Vânători (1916-1918)
Regimentul 2 Vânători a fost o unitate de nivel tactic, care s-a constituit la 14/27 august 1916, prin mobilizarea unităților și subunităților existente la pace aparținând de Batalionul 2 Vânători din armata permanentă, dislocat la pace în garnizoana București. :p. 120 
Regimentul a făcut parte din organica Divizia 3 Infanterie. La intrarea în război, regimentul a fost comandat de colonelul Constantin Constantinescu. Regimentul 2 Vânători a participat la acțiunile militare pe frontul românesc, pe toată perioada războiului, între 14/27 august 1916 - 28 ocotmbrie/11 noiembrie 1918.

Drapelul de luptă al regimentului fost decorat cu Ordinul „Mihai Viteazul”, clasa III:
„Pentru vitejia și avântul extraordinar cu care au luptat ofițerii, subofițerii și soldații corpului, în aprigele lupte din iulie 1917. Primind ordinul de a străpunge puternicul front german, de pe Dealul Mărăști, regimentul a pornit cel dintâi la atac și pătrunzând în tranșeele inamice, după  o luptă înverșunată corp la corp, a silit pe apărători să fugă în dezordine. În aceeași zi, prin atacuri furioase la baionetă, i-a aruncat afară din tranșeele lor de pe Dealurile Teiușului, Roșu și acel de la est de Câmpurile, iar în zilele următoare i-a împins până dincolo de râul Putna. S-a capturat 5 ofițeri, 320 trupă , 4 tunuri antiaeriene, 2 obuziere de 105 mm, 14 mortiere de tranșee, 1 mortier de 117 mm., 6 mitraliere, 8 aruncătoare de grenade, peste 800 arme, 38 chesoane, 1 trăsură cu motor al unui balon, precum și o imensă cantitate de munițiuni și material de război.”
Înalt Decret no. 928 din 21 august 1917:p.161

## Participarea la operații

### Campania anului 1916
În campania anului 1916 Regimentul 2 Vânători a participat la acțiunile militare în dispozitivul de luptă al Diviziei 3 Infanterie, participând la Operația ofensivă în Transilvania , Bătălia de pe Valea Prahovei, Luptele de pe aliniamentul Cricov-Ialomița, Luptele de pe aliniamentul Râmnicu Sărat-Viziru, precum și al acțiunile militare care au condus la stabilizarea frontului pe Siret. 

### Campania anului 1917
În campania anului 1917 Regimentul 2 Vânători a participat la acțiunile militare în dispozitivul de luptă al Diviziei 3 Infanterie, participând la Bătălia de la Mărăști. În această campanie, regimentul a fost comandat de locotenent-colonelul Mihail Butescu.

### Campania anului 1918
În anul 1918 Regimentul 2 Vânători a făcut parte din Brigada 2 Vânători, din organica Diviziei 1 Vânători. :pp. 197-198

## Comandanți
- Colonel Constantin Constantinescu
- Locotenent-colonel Mihail Butescu

## Decorații
- Ordinul „Mihai Viteazul”, clasa III, 30 februarie 1917[4]:p.161